# Phanerotoma robusta
Phanerotoma robusta är en stekelart som beskrevs av Herbert Zettel 1988. Phanerotoma robusta ingår i släktet Phanerotoma och familjen bracksteklar. Inga underarter finns listade i Catalogue of Life.